# NPO Politiek en Nieuws
NPO Politiek en Nieuws (voorheen Politiek 24 en NPO Politiek) is een van de digitale themakanalen van de Publieke Omroep die in november 2006 gelanceerd zijn. De NOS is verantwoordelijk voor de inhoud van dit kanaal. Zoals de naam al aangeeft is het hoofdthema van dit kanaal politiek en nieuws.

## Ontstaan
In november 2006 startte het kanaal NOS Politiek 24, soms ook zonder NOS waarin debatten, analyses, achtergronden te zien zijn van politieke thema's. Onder in het beeld is continu een balk te zien met afwisselend nieuws, weer en informatie over het programma dat op dat moment wordt uitgezonden. Tussen de programma's door werden eerst nieuwsberichten van NOS-teletekst vertoond. Deze teletekstberichten zijn per 16 september 2007 verdwenen. NOS-redacteur Toof Brader van de Haagse redactie wordt grotendeels verantwoordelijk gehouden voor het inhoudelijk uit de grond trekken van Politiek 24. Volgens voormalig CDA-Kamerlid Joop Atsma werd Politiek 24 in de wandelgangen van het parlement zelfs "Toof-tv" genoemd.
Op 15 december 2021 is NPO Nieuws opgeheven en is NPO Politiek hernoemd naar NPO Politiek en Nieuws, waarbij er een deel van de programmering is overgenomen.

## Programmering
De programmering van dit kanaal bestaat uit herhalingen van uitzendingen over politiek van (met name) de NOS (maar ook programma's van andere omroepen, bijvoorbeeld WNL op Zondag, Buitenhof, De Hofbar, talkshows als Pauw en Jinek) en live-uitzendingen (voornamelijk debatten van de Tweede Kamer, maar bijvoorbeeld ook de partijcongressen, de vaste persconferentie van de minister-president op vrijdag en lijsttrekkersdebatten tijdens verkiezingscampagnes). Verder werden van de opheffing van NPO Nieuws tot en met 30 september 2022 het NOS Jeugdjournaal met gebarentolk en het achtuurjournaal met gebarentolk op dit kanaal uitgezonden. Hierna zijn deze verplaatst naar NPO 1 Extra.
Daarnaast zijn er op NPO Politiek en Nieuws ook vaak uitzendingen te zien van historisch beeldmateriaal uit de archieven van de publieke omroep. Bij deze laatste categorie wordt regelmatig ingehaakt op de actualiteit. Zo waren er tijdens de formatiebesprekingen van het kabinet-Balkenende IV programma's te zien over eerdere kabinetsformaties en werden er op 6 mei 2007 (5 jaar na de moord op Pim Fortuyn) herhalingen uitgezonden van programma's over deze politicus. De nieuwsrubriek Orde van de Dag en En dan nog dit tonen debatten, analyses en achtergronden van die dag (waaronder afscheid en beëdigingen van parlementariërs).
Het kanaal wordt doorgegeven als digitaal themakanaal via de kabelmaatschappijen en is daarnaast via internet (o.a. via NPO Start) te zien.

## NPO Sport
In de zomermaanden deed de zender verslag van sportevenementen waarbij bepaalde onderdelen niet op de open zenders van de NPO te zien zijn. Deze wedstrijden, bijvoorbeeld het WK/EK Atletiek, WK/EK Zwemmen, Wereldruiterspelen, WK Roeien en Ronde van Spanje werden op deze zender uitgezonden.

## Beeldmerken

Het logo van Politiek 24 gebruikt van mei 2009 t/m 10 maart 2014
Het logo van NPO Politiek gebruikt van 10 maart 2014 t/m 15 december 2021
Het logo van NPO Politiek en Nieuws gebruikt vanaf 15 december 2021